# Piusziekenhuis
Het Piusziekenhuis was een rooms-katholiek ziekenhuis in de oude binnenstad van Harderwijk in de Nederlandse provincie Gelderland. Het bestond van 1905 tot aan de opheffing in juni 1987 en was gevestigd in verschillende panden in de Bruggestraat en Rabbistraat.

## Geschiedenis
Het door de Eerwaarde Zusters van Sint-Jozef uit Amersfoort gerunde Piusgesticht stond sinds de aankoop in 1887 aan de Bruggestraat, waar het in 1888 opende. In begin december van het jaar 1905 neemt pastoor Sloet het initiatief om het Piusgesticht zich in de toekomst ook met de ziekenverpleging te laten bezighouden. Meteen al, op 22 december 1905, sluit men daartoe een overeenkomst met de gemeente. In 1906 wordt door het ministerie van Volksgezondheid toestemming verleend om een ziekenhuis te mogen beginnen. Datzelfde jaar worden in Harderwijk ook de eerste stappen gezet voor de realisatie van een sanatorium dat bekend zal worden als Sanatorium Sonnevanck. Hier zal nog later ook het Boerhaaveziekenhuis gevestigd worden.
In de jaren voor de Eerste Wereldoorlog groeide het ziekenhuisje, destijds officieel het Ziekenhuis van het Piusgesticht te Harderwijk genoemd, gestaag. In het jaar 1911 werden in totaal 49 patiënten opgenomen, het aantal zusters was toen 11. Tijdens de Eerste Wereldoorlog maakte het ziekenhuis gebruik van militair chirurgen uit de zich in en rond Harderwijk bevindende kazernes. Dit was mogelijk, omdat het Piusgesticht van de beschikbare 50 bedden er 40 had toegezegd aan het Ministerie van Oorlog voor de verpleging van militairen. Dit bleek in de jaren tachtig uit een brief aan het afdelingsbestuur van Amersfoort van het Nederlandse Rode Kruis, waarin bovendien vermeld stond, dat in geval van oorlog het ziekenhuismateriaal zou worden aangevuld door de Maltezer Orde. In deze periode, vooral rond 1917, breidt het ziekenhuis zich uit over de naastgelegen panden in de Bruggestraat.
Over het hele jaar 1919 werden 80 mannen en 67 vrouwen opgenomen, totaal 147 patiënten, voor in totaal 5102 verpleegdagen, het aantal operaties dat werd verricht was 64. In deze periode werd een sanatorium opgericht, vooral ter behandeling van TBC patiënten. Het was goed toegericht op zijn taak, geheel in Paviljoensysteem opgetrokken, met afzonderlijke lighallen voor mannelijke en vrouwelijke patiënten. Het bezat een uitstekende afdeling voor zonnebaden en was voorzien van een röntgeninstallatie en een hoogtezon- en diathermieapparaat volgens de nieuwste en hoogste eisen van destijds. Tijdens de Duitse bezetting werd deze afdeling gebruikt voor het beschermen van onderduikers die onder valse naam en met een valse diagnose in de sanatoriumafdeling verbleven..
Tijdens de bezetting vond in de ochtend van 26 Augustus 1943, terwijl de zusters naar de kerk waren, voor het eerst een huiszoeking door vier leden van de Grüne Polizei plaats. Het hele ziekenhuis en het paviljoen werden doorzocht. Eén mijnheer bleek van Semitisch ras bleek te zijn en zich onder een schuilnaam als patiënt te hebben laten opnemen. Hij werd gearresteerd en als gevangene weggevoerd. De inval bleek de eerste van een serie. Vooral de in 1941 in Harderwijk aangekomen Moeder-overste Ligorio werd na de oorlog een heldenrol toegedicht, omdat zij nooit zou zijn geweken voor Duitse dreigementen. Tijdens één voorval wist een gevangen genomen inwoner van het naburige dorp Hierden in Harderwijk zijn bewakers, een Duitse soldaat en een Nederlandse SS’er, te omzeilen. Hij vluchtte ondanks zijn bij zijn arrestatie opgelopen schotwonden (waaronder een zwaar gewond been) op blote voeten en in pyjama naar de binnenstad. Hij vroeg bij vier huizen onderdak, maar niemand durfde het aan om een gevluchte man op te nemen. Uiteindelijk kwam hij bij Pius aan. De Duitsers wisten van zijn gang naar Pius, volgens de overlevering vanwege een bloedspoor in de sneeuw. ’s Morgens om 9 uur kwam dan ook de Grüne Polizei naar Pius voor huiszoeking. Moeder-overste werd bedreigd met de kogel, indien een spoor van de onderduiker gevonden werd. In totaal werd Pius die dag drie keer door de Duitsers doorzocht, driemaal zonder resultaat. Het enige, dat de Duitsers bij hun doorzoekingen buit maakten, was een fles miswijn uit de kelder. Pas na de bevrijding door het Canadese leger, op 19 april, werden de zusters van Pius door Moeder-overste Ligorio ingelicht over de actie. Daarbij bleek dat de ontvluchte gevangene, waarvan in januari ‘45 sprake was, wel degelijk in het Pius was geweest, waar hij door de geneesheer-directeur, Moeder-overste en een zuster-assistente werd verbonden en verder geholpen. Via de poort werd de man daarna, gearmd tussen Moeder-overste Ligorio en zuster Michaela in, de tuin uitgeloosd en bij de naburige bakker in veiligheid gebracht. Dit gebeurde echter niet ’s nachts om 3 uur zoals de Duitsers veronderstelden, maar al om 2 uur, zodat Moeder-Overste niet hoefde te jokken. Een leugentje om bestwil, die Moeder-Overste niet met haar zusters had durven bespreken tijdens de bezetting. Door als enige het geheim bij zich te dragen kon niemand anders over die betreffende nacht bevraagd worden. 
Toen op 18 april 1945 om half 5 de Canadezen Harderwijk bereikten, liepen alle zusters, het personeel, de bewoners van het pension en de patiënten uit om de bevrijders van de stad te zien. Moeder-Overste trakteerde die dag alle mannelijke bewoners van Pius op een sigaar en om 6 uur was er een Lof in de kapel ter ere van Sint Jozef. Pas in mei 1945, na de totale bevrijding van Nederland, wordt het aantal onderduikers duidelijk: 5 onderduikers,
geëvacueerde kinderen en een joodse oude dame die al drie jaar in Pius verbleef met een vals persoonsbewijs. Uiteindelijk kwam nog een overgelukkig Joods echtpaar hun kindje halen, dat hier sinds de geboorte was geweest en nu 2 jaar was
Omdat vooral in de naoorlogse jaren het besef doordrong dat het Pius op de bestaande locatie niet verder kon groeien, werden er plannen gemaakt voor een nieuw ziekenhuis, bijvoorbeeld in Stadsweiden op de plaats waar het tegenwoordige St Jansdal Ziekenhuis staat. Maar eind  jaren vijftiger werd eerst nieuwbouw gepleegd op de plek van het voormalige in 1955 opgeheven Theresia (TBC) paviljoen. Maar er veranderde veel in de jaren zestig en ook de congregatie van Sint-Jozef, die nog steeds Pius beheerde, ontkwam hier niet aan. Het grootste aantal religieuze zusters dat in Pius heeft gewerkt, was 32, maar dit aantal zakte tot slechts 1 in 1982. Het management van het ziekenhuis werd in 1968 door een stichting overgenomen van de zusters, die veel beter thuis waren in het verpleegvak. Iets eerder, op 23 maart 1967 werden de eerste verkennende gesprekken gestart met het Boerhaaveziekenhuis over de mogelijkheid van vergaande samenwerking, in juni 1968 werd op voorstel van het rijk het Ziekenhuis Salem in Ermelo bij de gesprekken betrokken. De gesprekken focusten zich uiteindelijk op de voorgenomen locatie, waarbij uiteindelijk Provinciale Staten in januari 1975 de keus maakte voor Stadsweiden in Harderwijk.

## Specialismen
In 1945 breidde het Pius, destijds begonnen met uitsluitend de algemene chirurgie, het aantal specialismen gestadig uit. In de loop der jaren kreeg het ziekenhuis de specialismen: interne geneeskunde, algemene chirurgie, orthopedische chirurgie, reumatologie, oogheelkunde, vrouwenziekten en verloskunde, kindergeneeskunde, anesthesiologie, röntgendiagnostiek, neurologie, psychiatrie, psychologie en kaakchirurgie.

## Fusie en opheffing
Op 1 januari 1976 fuseerde het Piusziekenhuis met het in het Leuvenumse Bos aan de N302 (provinciale weg Harderwijk – Apeldoorn) gelegen Boerhaaveziekenhuis en het Ziekenhuis Salem in Ermelo tot het ziekenhuis St Jansdal. Op 1 januari 1981 sloot als eerste afdeling de kraamafdeling van het Piusziekenhuis. In juni 1987 betrok men de nieuwbouw in de Harderwijkse wijk Stadsweiden en werd het oude Pius afgestoten.

## Het complex sinds 1990
In 1990 werd het grondig verbouwde Piuscomplex heropend als centrum voor ouderenhuisvesting op humanistische grondslag. De relatief nieuwe delen die aan de Rabbistraat gelegen waren werden afgebroken en vervangen door premie A- en C- en vrijesectorappartementen en eengezinswoningen. Op het binnenterrein ligt een via de Rabbistraat bereikbare semiondergrondse parkeergarage.